# Procession (groupe)
Pour les articles homonymes, voir Procession.
Procession est un groupe chilien d'epic doom, originaire de Valparaíso.

## Histoire
Le groupe est formé en 2006 par le guitariste et chanteur Felipe Plaza et le bassiste Daniel Perez. Après avoir développé leurs premières chansons, ils sortent leur première démo Burn en mai 2008 via Kuravilu Productions. Grâce à cette démo, le groupe est remarqué par Iron Kodex Records, qui publie l'EP The Cult of Disease en 2009. Grâce au succès de l'EP, le groupe se produit en Allemagne, en Belgique, en Suisse, en Irlande et en France, et participe également à des festivals tels que Doom Shall Rise et Keep It True. En 2010, le premier album Destroyers of the Faith sort chez Doomentia Records, et en Allemagne chez High Roller Records,,. Le deuxième album To Reap Heavens Apart suit chez High Roller Records,.

## Style musical
Sur leur premier album Destroyers of the Faith, le groupe joue du doom metal classique, très variable, surtout au niveau de la vitesse, et comparable aux œuvres de Black Sabbath, Solstice, Warning et Candlemass. Sur leur deuxième album To Reap Heavens Apart, le groupe jouait également du doom metal classique, comparable aux premières œuvres de Candlemass, Saint Vitus ou Solitude Aeturnus

## Discographie
- 2008 : Burn (démo, Kuravilu Productions)
- 2009 : The Cult of Disease (EP, Kuravilu Productions)
- 2009 : Burn + Alive & Burning Christians (démo, Kuravilu Productions)
- 2010 : Destroyers of the Faith (album, Doomentia Records / High Roller Records (Allemagne))
- 2011 : Crazy Train / Trumpets of Autumn (split avec Mountain Throne, Sarlacc Productions)
- 2012 : Death and Judgement (EP, High Roller Records)
- 2013 : To Reap Heavens Apart (album, High Roller Records)
- 2017 : Doom Decimation (album, High Roller Records)